# أنطون كلافنيس
أنطون كلافنيس (بالنرويجية البوكمول: Anton Fredrik Klaveness)‏ هو شخصية أعمال نرويجي، ولد في 29 أبريل 1874، وتوفي في 5 نوفمبر 1958.